# 中華航空事業發展基金會
中華航空事業發展基金會，簡稱航發會，是中華民國交通部下屬的公設財團法人機構，以協助中華民國航空事業發展及國家重大交通建設、研究及有關活動之推展為目的，為中華航空公司的最大股東。航發會係中華航空公司全體27位股東於民國77年（1988年）2月捐出所持有股份及股東一切權益為基金，於同年3月2日陳報交通部，7月6日奉准成立，7月7日由台北地方法院公告正式成立。
航發會除了是中華航空公司的最大股東，亦投資台灣高鐵公司。

## 外部連結
- 財團法人中華航空事業發展基金會 （页面存档备份，存于）（繁體中文）